# Фукс, Флориан
Флориан Фукс (нем. Florian Fuchs; 10 ноября 1991, Гамбург) — немецкий хоккеист на траве, игрок сборной Германии и хоккейного клуба Дебанг Мумбаи, выступающий на позиции форварда. Олимпийский чемпион, бронзовый призёр олимпийских игр 2016 года.

## Спортивная биография

### Клубная карьера
Флориан Фукс выступал за молодёжную команду Уленхорстен Гамбург. В 2008 и 2011 году, в составе Уленхорстен Гамбург, Фукс стал чемпионом среди молодёжи. Выступал в Германии. В 2016 году Флориан Фукс перешёл в индийский клуб Дабанг Мумбаи. В первом сезоне Флориан Фукс стал четвёртым в списке лучших бомбардиров, но в чемпионате команда ХК Дабанг Мумбаи занял 5 место. В сезоне 2017 ХК Дабанг Мумбаи стал серебряным призёром чемпионата Индии, а Флориан Фукс стал третьим в списке лучших бомбардиров.

### Международная карьера
Флориан Фукс выступал за молодёжную сборную Германии, сыграл за неё 34 матча и забил 17 голов. С 2011 года Фукс выступает за сборную Германии, сыграл за неё 166 матчей и забил 94 гола (Данные на 18.8.2016).

## Клубы
- : UHC Hamburg[4]
- : 2016 — н.в. ГК Дабанг Мумбаи

## Награды
- Чемпион летних олимпийских игр: 2012
- Бронзовый призёр летних олимпийских игр: 2016
- Чемпион Европы: 2013
- Серебряный призёр чемпионата Индии: 2017

## Статистика
- Сезон 2016: ХК Дабанг Мумбаи. Сыграл 10 матчей, забил 5 голов[1].
- Сезон 2017: ХК Дабанг Мумбаи. Сыграл 10 матчей, забил 5 голов[2].